# Marie Labory
Pour les articles homonymes, voir Labory.
Ne doit pas être confondu avec Maria Laborit.
Marie Labory, née le 9 octobre 1975 à Dax (Landes), est une journaliste, animatrice de télévision et maintenant animatrice de radio française.

## Biographie

### Carrière
Marie Labory commence sa carrière de journaliste-reportrice d'image par une formation à l'Institut universitaire de technologie (IUT) de Bordeaux.
En 2002, elle co-réalise le documentaire Joyeux Noël (40 minutes), où quatre trentenaires, dont elle-même, filment « leur » Noël, seul ou en famille.
En 2003, elle remporte le 1er prix JRI (journaliste reporter d’images) de la fondation Varenne.
Elle entre ensuite à la télévision en tant que reporter pour des journaux télévisés de France 2 et de France 3. En 2005, elle entre à Pink TV, où, avec Christophe Beaugrand, elle coprésente le magazine Le Set, produit par Michel Field,.
En septembre 2008, à la suite du départ d'Élise Chassaing pour Canal+, elle présente Arte Culture sur la chaîne franco-allemande Arte, avec Gustav Hofer. En 2010, l'émission fusionne avec Arte Info et est renommée Arte Journal ; elle présente les éditions avec son confrère de l'antenne allemande d'Arte Jürgen Biehle.
À partir de janvier 2012, elle présente la nouvelle formule du journal en alternance avec Leïla Kaddour-Boudadi (2012/2014), Kady Adoum-Douass (2015/2020) et Meline Freda.
En 2023, elle réalise, et coécrit avec la créatrice et militante homosexuelle Florence d'Azémar, le documentaire Lesbiennes, quelle histoire ?, diffusé sur Histoire TV et La Trois.
À la rentrée de septembre 2024, elle quitte Arte, qu'elle avait intégré en 2008, et rejoint France Culture pour remplacer le duo composé de Géraldine Mosna-Savoye et Nicolas Herbeaux à l'animation de la tranche d'actualité culturelle de la mi-journée, toujours appelée Les Midis de Culture.

### Vie personnelle
Marie Labory est ouvertement lesbienne et militante,. Mariée le 17 juin 2017 avec Sophie Barbaroux, autrice jeunesse et militante LGBT+ aussi, elle est mère par PMA à l'étranger de deux garçons jumeaux qu'elle a mis au monde fin novembre 2015. Elle est divorcée depuis mai 2021.[réf. souhaitée]
Elle s'est indignée du traitement médiatique de l'ouverture de la PMA à toutes les femmes, au nombre des 88 personnalités féminines de France ayant bénéficié de la PMA à l'étranger avec leur conjointe ou concubine, dans une tribune dénonçant l'occultation, selon elles, dans ce débat, de la parole des femmes sans partenaire de vie masculin, lesbiennes et célibataires.
De septembre 2023 à janvier 2024, elle s’absente de l’antenne d'Arte pour soigner un cancer du sein.

## Publication
- Stephan Guilhou (réalisation), Marie Labory (présentation), Sarajevo : concert pour la paix, avec Amira Medunjanin (chant) et Halka (groupe vocal et instruental), Paris, 2014